# Articulatio acromioclavicularis
Articulatio acromioclavicularis, ook wel het acromioclaviculaire gewricht of kortweg het AC-gewricht, is een van de drie gewrichten in de schoudergordel. Het verbindt het acromion van het schouderblad (scapula) met het sleutelbeen (clavicula).
Het AC-gewricht wordt verbonden het ligamentum acromioclaviculare.